# Cennydd Traherne
Cennydd George Traherne (14 décembre 1910 - 26 janvier 1995) est un notable propriétaire terrien gallois.

## Biographie
Cennydd Traherne est né à Coedarhydyglyn près de Cardiff  et fait ses études au Wellington College et au Brasenose College, à Oxford.
Il possède, entre autres propriétés, la maison Dyffryn à Glamorgan, mais en 1939, il la loue à l'autorité locale. Après avoir servi dans l'armée pendant la Seconde Guerre mondiale, il se lance en politique, mais ne réussit pas à être élu député. Il est fait Chevalier de la Jarretière (1970) et Lord-lieutenant de Glamorgan de 1952 à 1974, date à laquelle, lors de la scission de la lieutenance, il devient Lord Lieutenant de South, Mid et West Glamorgan avec un lieutenant servant sous lui pour chacun. Il prend sa retraite en 1985.
Il reçoit la liberté de l'arrondissement de la vallée de Glamorgan le 19 mars 1984 . Il reçoit la liberté de la ville de Cardiff le 29 janvier 1985 .